# Edifício Jacques Delors
O edifício Jacques Delors é um prédio de escritórios localizado no Bairro Europeu de Bruxelas, Bélgica, que abriga o Comité Económico e Social Europeu e o Comité das Regiões. Está situado na rua Belliard, números 99–101, próximo ao Parque Leopoldo, e era anteriormente conhecido como edifício Belliard.
O edifício abrigou as atividades de Bruxelas do Parlamento Europeu até os anos 90, quando essas funções foram transferidas para o novo Espace Léopold. Nos anos 2000, foi reformado para uso pelos dois Comitês. Em 2006, foi renomeado para edifício Jacques Delors (abreviado como 'JDE'), em homenagem a Jacques Delors, ex-presidente da Comissão Europeia, que foi o fundador mais proeminente do Comitê das Regiões.